# Алембекова, Эльмира Шамильевна
Алембекова Эльмира Шамильевна (тат. Elmira Şəmil qızı Əlimbekova; род. 30 июня 1990 года, Саранск, СССР) — российская легкоатлетка, которая специализируется в спортивной ходьбе на 20 километров. Чемпионка Европы 2009 года в заходе на 10 000 метров среди юниоров, серебряная призёрка чемпионата мира 2008 года на этой дистанции среди юниоров, серебряная призёрка чемпионата мира 2005 года среди юниоров на дистанции 5000 метров.
18 февраля 2012 года стала победительницей чемпионата России в Сочи — 1:25.27. 15 августа 2014 года стала чемпионкой Европы на дистанции 20000 метров с результатом 1:27.56.